# Chacras de Belén
Pour les articles homonymes, voir Belén.
Chacras de Belén est une ville de l'Uruguay située dans le département de Salto. Sa population est de 194 habitants.

## Population
| Année | Population |
| ----- | ---------- |
| 1963  | -          |
| 1975  | 437        |
| 1985  | 336        |
| 1996  | 265        |
| 2004  | 194        |

,